# 제임스 블레이크 (테니스 선수)
제임스 라일리 블레이크(James Riley Blake, 1979년 12월 28일 ~ )은 미국의 은퇴한 프로 테니스 선수이다. 빠른 발과 강력한 플랫성의 포핸드가 주무기였다. 2013년 8월까지 ATP 투어 대회 결승에 24번 올랐으며, 그 중 10회의 우승을 거뒀다. 단식 최고 랭킹은 2006년 11월 기록한 세계 랭킹 4위이다.
그는 2004년 로마 마스터스 대회에서 연습 도중 미끄러져 네트 기둥에 머리를 부딪히면서 목 부상을 당하여, 한때 안면 마비 증상까지 오는 등 선수 생명에 큰 위기를 맞기도 했었다. 그러나 뼈를 깎는 노력 끝에 2005년 8월 세계 랭킹 50위권에 다시 진입하면서 재기에 성공하였다. 2007년 그는 이러한 경험을 책으로 펴냈으며, 이 책은 출간 첫 주에 뉴욕 타임즈 베스트셀러 22위에 올랐다. 하버드 대학 출신이었던 그는 프로 테니스 선수로 활동하기 위해 대학 2학년 때 자퇴하였다.

## 생애
블레이크는 미국 뉴욕주 용커스에서 태어났다. 아버지인 토머스 레이놀즈 블레이크(Thomas Reynolds Blake)는 아프리카계 미국인이었으며 어머니 베티 블레이크(Betty Blake)는 영국인이었다. 친형인 토머스 블레이크는 그와 같은 프로 테니스 선수였으며, 세 명의 이복 형제(Jason, Christopher, Howard)와 한 명의 이복 남매(Michelle)도 있었다.
그는 5세 때 형과 함께 테니스를 배우기 시작했다. 13세 때 심각한 척추측만증이 있다는 진단을 받은 그는 10대 때 5년 동안 등 전체를 고정하는 척추 교정기를 테니스를 칠 때만 제외하고 매일 18시간씩 착용하고 지내야 했다. 그는 코네티컷주 페어필드(Fairfield)에 있는 페어필드 고등학교에 재학했으며, 미국의 잘 알려진 뮤지션인 존 메이어가 당시 학교 친구이기도 했다. 그는 할렘 주니어 테니스 프로그램에서 아서 애시가 이야기하는 것을 듣고 애시를 롤 모델로 삼아 테니스에 더욱 매진하게 됐다. 그는 하버드 대학교 재학 중 2학년 때 프로 테니스 선수 활동을 위해 자퇴하였다.